# Drabo göl
Drabo göl är en sjö i Västerviks kommun i Småland och ingår i Storån-Botorpsströmmens kustområde. Sjöns area är 0,025 kvadratkilometer och den är belägen 127,2 meter över havet.